# Body (singel)
Body – singel The Jacksons z albumu Victory. Utwór zaśpiewał i skomponował Marlon Jackson.

## Lista Utworów
12"
1. Body (Extended Version) – 5:45
2. Body (Instrumental) – 6:42

## Notowania
| Lista (1984)                      | Najwyższa pozycja |
| --------------------------------- | ----------------- |
| Billboard Hot 100                 | 47                |
| Billboard Hot R&B/Hip-Hop Singles | 39                |
| UK Singles Chart                  | 26                |